# Amiga 4000
Amiga 4000, была выпущена в октябре 1992 года. Этот компьютер создавался на базе передового чипсета Commodore — AGA, позволял отображать 262 144 цвета на экран (из палитры 16 777 216 цветов) и поставлялся с AmigaOS 3.0. Существовало несколько вариантов поставки, но стандартным стало наличие 3,5" дисковода 1,76 Мб, 120 Мб IDE ATA винчестера и 6 Мб предустановленной памяти (2 Мб Chip- и 4 Мб Fast-памяти).
Позиционируясь как преемник Amiga 3000 и Amiga 3000T, дизайн компьютера комбинировался из корпуса форм-фактора A2000 (большой бокс), материнской платы A3000 (вертикальные разъёмы расширения) и материнской платы A1200 (чипсет AGA). Компьютер поставлялся с процессором Motorola MC68EC030 25 МГц (и сопроцессором MC68882) или MC68040 50 МГц.
Корпус Amiga 4000 предусматривает:
- 1 фронтальный 5,25" отсек
- 2 фронтальных 3,5" отсека
- 2 внутренних 3,5" отсека
- 1 предустановленный 3,5" дисковод

Опытный образец Amiga 4000 носил название Amiga 3000 Plus, отталкивался от дизайна Amiga 3000 и содержал исправление большинства технологических просчётов допущенных при проектировании ранее. Руководство Commodore фактически заставило своих инженеров перепроектировать компьютер с целью его тотального удешевления, что впоследствии было признано экспертами одной из грубейших маркетинговых ошибок приведших корпорацию к краху.
Одним из компромиссов на который пошли Commodore, стало использование PC-совместимой памяти формата SIMM. Результатом этого стало ухудшение скорости доступа на 50 % (на одинаковых частотах), по сравнению с Amiga 3000.
Как и в большинстве других Amiga, в Amiga 4000 использован разъём для установки дочерней платы с процессором. Изначально материнская плата не содержала процессора, он размещается на отдельной заменяемой плате. В более поздних модификациях платы Commodore стали устанавливать процессор на материнскую плату, с целью удешевления производства. Эти ревизии стали известны, как Amiga 4000-CR (англ. cost reduced — уменьшение себестоимости). Также, на 4000-CR устанавливались LiIon батареи, вместо NiCd аккумулятора потому, что NiCd аккумуляторы часто начинали течь, а использованные в них коррозийные жидкости могли повредить материнскую плату.
Модификации материнской платы Amiga 4000:
- ревизия 1 (прототипы)
- ревизия B (наиболее распространена)
- ревизия C
- ревизия D (она же 4000-CR)

## Основные характеристики
- Процессор Motorola MC68EC030 или MC68040

- предустановлен с частотой 25, 30 или 50 МГц
- расширяется CPU-картами, через процессорный разъём

- Математический сопроцессор 68882

- только для конфигурации с процессором Motorola MC68EC030

- Audio (чип Paula)

- 4-канальный стерео-звук
- 14 бит (8 бит звука и 6 бит громкости)
- 28 кГц (частота дискретизации)
- 70 дб (соотношение сигнал/шум)

- Чипсет: AGA, с развитой графической архитектурой

- видеорежимы от 320×200 до 1280×512 (и больше с Overscan), включая 800×600
- поддержка видеорежимов NTSC, PAL и VGA
- палитра до 16,8 миллионов цветов (16 777 216)
- варьируемая пользователем от 2 до 262 144 цветов глубина экрана
- варьируемая пользователем развёртка экрана, в пределах 15—31 кГц (для горизонтальной), 50—72 Гц (для вертикальной)
- устраняющий мерцание в 31 кГц видеорежимах чип Amber

- Накопители

- Встроенный 3,5" дисковод 1,76 Мб
- Встроенный 3,5" IDE-винчестер Quantum на 120 Мб

- Внешние разъёмы

- 24-битный видеослот
- Аналоговый видеовыход RGB (15 кГц)
- Аналоговый видеовыход RGB с Flicker fixer (31 кГц)
- «Колокольчики» RCA для звука
- 2 Game-порта (джойстик/мышь)
- Клавиатурный порт (5-штырьковый DIN)
- Последовательный порт RS-232 (DB25)
- Параллельный порт Centronics (DB25)
- Порт для подключения внешнего дисковода (опционально порт SCSI-адаптера)

- Внутренние разъёмы

- 4 слота Zorro III (Autoconfig)
- 3 16-битных слота ISA (на линии с Zorro III)
- 1 видеослот (на линии с Zorro III)
- 200-пиновый слот подключения CPU-карты (содержит процессор, а также, возможно, быструю память, SCSI контроллер)